# True Tears
True Tears – visual novel stworzona przez studio La'cryma. Na jej podstawie powstał trzynastoodcinkowy serial anime. Serial został wyprodukowany przez studio P.A. Works. Reżyserem jest Junji Nishimura, zaś za scenariusz odpowiada Mari Okada.

## Obsada
W rolach głównych
- Ayahi Takagaki     – Noe Isurugi
- Kaori Nazuka	-     Hiromi Yuasa
- Makoto Ishii    	-     Shinichirō Nakagami
- Yuka Iguchi     	-     Aiko Andō

W pozostałych rolach
- Hiroyuki Yoshino	- Miyokichi Nobuse
- Tomomi Watanabe 	- Tomoyo Kurobe
- Ai Horanai	        – Mayu
- Asami Shimoda	- Asami
- Rieko Takahashi 	- Matka Shinichira
- Keiji Fujiwara  	- Ojciec Shinichira
- Keiko Watanabe  	- Mikiko

## Zarys fabuły
Shinichiro pochodzi z dość zamożnej rodziny, zajmującej się wytwarzaniem sake. Od roku mieszka pod jednym dachem z Hiromi, koleżanką z klasy, którą jego rodzice wzięli do siebie po śmierci jej ojca, będącego przyjacielem rodziny. Jest ogólnie lubiana w szkole, gra w drużynie koszykarskiej i zawsze się uśmiecha. W domu jednak cichnie – wie, że matka Shinichiro była i jest przeciwna obecności Hiromi w domu. Shinichiro domyśla się, że dziewczyna jest smutna i że kryje się za tym jakaś tajemnica.
Noe Isurugi pojawiła się w jego szkole niedawno i szybko zyskała sobie opinię "dziwaczki". Dziewczynka żyje we własnym świecie, szukając ludzi (i zwierząt), którzy potrafią latać – i chociaż nawet Noe traktuje owo latanie jako metaforę, podchodzi do sprawy bardzo poważnie – jada i częstuje znajomych potrawami, które "znajdują się blisko nieba". Noe szuka też kogoś, kto będzie mógł podarować jej swoje łzy. Wybrańcem staje się Shinichiro.
Ai prowadzi niedużą restaurację i jest o rok starsza od Shinichiro. Teoretycznie chodzi z Miyokichi, jednak skłania się ku Shinichiro i nie bardzo wie, jak wybrnąć z tej sytuacji.

## Lista odcinków
| #  | Tytuł | Premiera         |
| -- | --- | ---------------- |
| 01 | Rozdałam swoje łzy Watashi... Namida, Agechatta Kara (私…涙、あげちゃったから)                                       | 6 stycznia 2008  |
| 02 | Czego pragnę? Watashi...Nani ga Shitai no... (私…何がしたいの…)                                                      | 13 stycznia 2008 |
| 03 | Jak się zakończyła ta rozmowa? Dō Natta? Konaida no Hanashi (どうなった? こないだの話)                               | 20 stycznia 2008 |
| 04 | Dobrze, a teraz plusk, plusk Hai, Pachipachitteshite (はい、ぱちぱちってして)                                        | 27 stycznia 2008 |
| 05 | Wścibscy faceci to głupcy Osekkai na Otokonokotte Baka Mitai (おせっかいな男の子ってバカみたい)                      | 3 lutego 2008    |
| 06 | To nie może być prawda Sore...Nan no Jōdan? (それ…何の冗談?)                                                         | 10 lutego 2008   |
| 07 | Powiedz to wyraźnie, napisz to tutaj Chanto Itte, Koko ni Kaite (ちゃんと言って、ここに書いて)                       | 17 lutego 2008   |
| 08 | Miasto, w którym nigdy nie pada śnieg Yuki ga Futte Inai Machi (雪が降っていない街)                                  | 24 lutego 2008   |
| 09 | Nie tak łatwo wzbić się w powietrze... Nakanaka Tobenai ne... (なかなか飛べないね・・・)                             | 2 marca 2008     |
| 10 | Zrobię wszystko jak należy Zenbu Chanto Suru Kara (全部ちゃんとするから)                                             | 9 marca 2008     |
| 11 | To nie ja jestem osobą, którą kochasz Anata ga Sukina no wa Watashi Janai (あなたが好きなのは私じゃない)             | 16 marca 2008    |
| 12 | Ponieważ moje oczy nie były w stanie tego dojrzeć... Nani mo Mitenai Watashi no Hitomi kara (何も見てない私の瞳から) | 23 marca 2008    |
| 13 | Twoje łzy Kimi no Namida o (君の涙を)                                                                                | 30 marca 2008    |